# Велика Яворина
Велика Яворина (чеськ. Velká Javorina, словац. Veľká Javorina) — гірський масив і найвища вершина Білих Карпат (970 м над рівнем моря; геоморфологічна підодиниця Яворинські пагорби), фліш Словацько-Моравських Карпат у Зовнішніх Західних Карпатах, на кордоні Моравії (східна Богемія) і Словаччини.
У Словаччині є ще одна вершина з такою ж назвою, розташована в Чергівських горах у східній Словаччині, звідси характерна назва Велика Яворина Білокарпатська.

## Гідрологія
Особливістю масиву є швидка течія водотоків, яка характеризує ділянки зі значними перепадами висот. Важливою є перевага процесів водної ерозії на схилах над акумуляцією.
Тут є рясні мінеральні джерела, цілющі властивості яких використовуються в Лугачовіцькому курорті. На північно-західному схилі з джерела, розташованого на висоті 856 м над рівнем моря, витікає потік Величка, який є лівою притокою річки Морава. Через гору проходить вододіл Велички та Свинярського струмка (басейн Ваг).